# Джефф Гордон
Дже́ффрі Майкл Го́рдон (англ. Jeffery Michael Gordon, нар. 4 серпня 1971, Вальєхо, Каліфорнія, США) — колишній американський професійний автогонщик, віце-президент Hendrick Motorsports.

## Біографія
Чотириразовий чемпіон NASCAR Sprint Cup Series. Виступав під номером 24 за команду Hendrick Motorsports. Протягом більш ніж двадцяти років, з 1992 по 2013 рік на машині гонщика були нанесені написи «Дюпон» (фр. DuPont), до тих пір поки компанія «Дюпон» не продала своє хімічне виробництво «Карлайл Груп», в зв'язку з чим змінився головний спонсор гонщика і рекламний малюнок на його машині.

## Особисте життя
Одружений з Інгрід Вандебош.